# .bi
.bi ist die länderspezifische Top-Level-Domain (ccTLD) von Burundi. Die Internet-Domain existiert seit dem 21. Oktober 1996 und wird vom Burundi National Center of Information Technology (etwa Nationales Zentrum für Informationstechnologie) verwaltet.

## Eigenschaften
Zwar existieren einige Second-Level-Domains, jedoch werden .bi-Adressen fast ausschließlich auf zweiter Ebene angemeldet. Jede natürliche oder juristische Person darf eine Domain unter .bi registrieren, ein Wohnsitz oder eine Niederlassung in Burundi sind nicht notwendig. Insgesamt darf eine .bi-Domain zwischen drei und 63 Zeichen lang sein, internationalisierte Domainnamen werden nicht unterstützt. Die Vergabestelle verbietet Domains mit solchen Begriffen, die gegen die allgemeinen Moralvorstellungen des Landes verstoßen und beispielsweise pornografischer Natur sind.

## Second-level domains
- .com.bi
- .co.bi
- .org.bi
- .or.bi
- .edu.bi
- .gov.bi
- .info.bi